# Platja del Portitxol

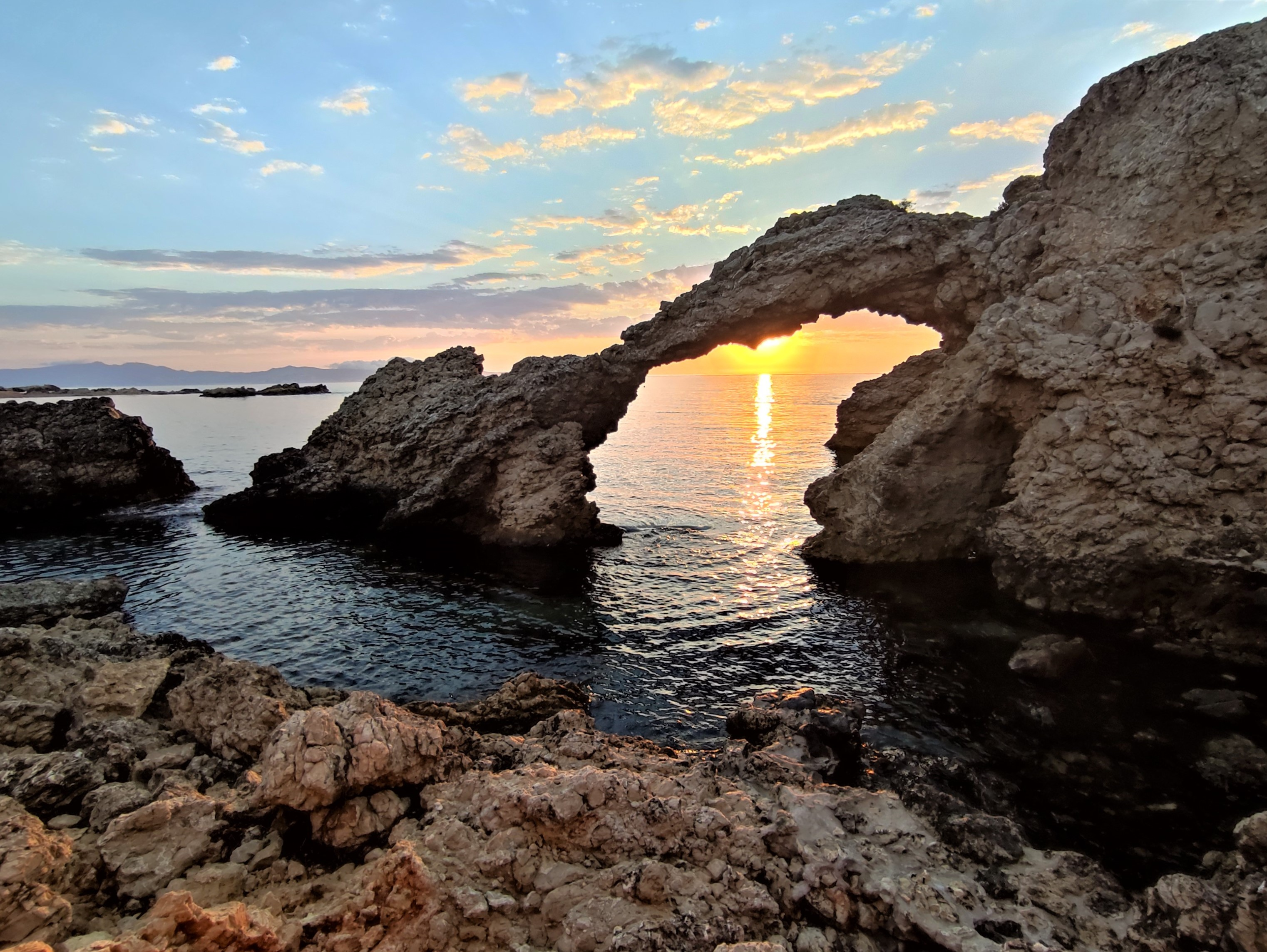
Arc del Portitxol

La platja del Portitxol és una platja del municipi de l'Escala (Alt Empordà). De 245 metres de llargada i 3.224 m² de superfície de sorra fina, s'hi pot accedir des del passeig marítim d'Empúries, just a tocar de l'accés al Museu d’Arqueologia de Catalunya-Empúries. A la dreta de la platja hi ha l'arc del Portitxol, una curiosa formació de les roques. Al seu darrere hi ha l'històric Hostal Empúries, on s'hi han rodat pel·lícules, com Menú degustació, de Roger Gual, el 2013.